# 宽序崖豆藤
宽序崖豆藤（学名：Millettia eurybotrya）是蝶形花科崖豆藤属的植物。分布在老挝、越南以及中国大陆的云南、湖南、贵州、广西、广东等地，生长于海拔1,200米的地区，多生长在溪沟旁、山谷或疏林中，目前尚未由人工引种栽培。